# Kruchaweczka wąskoblaszkowa

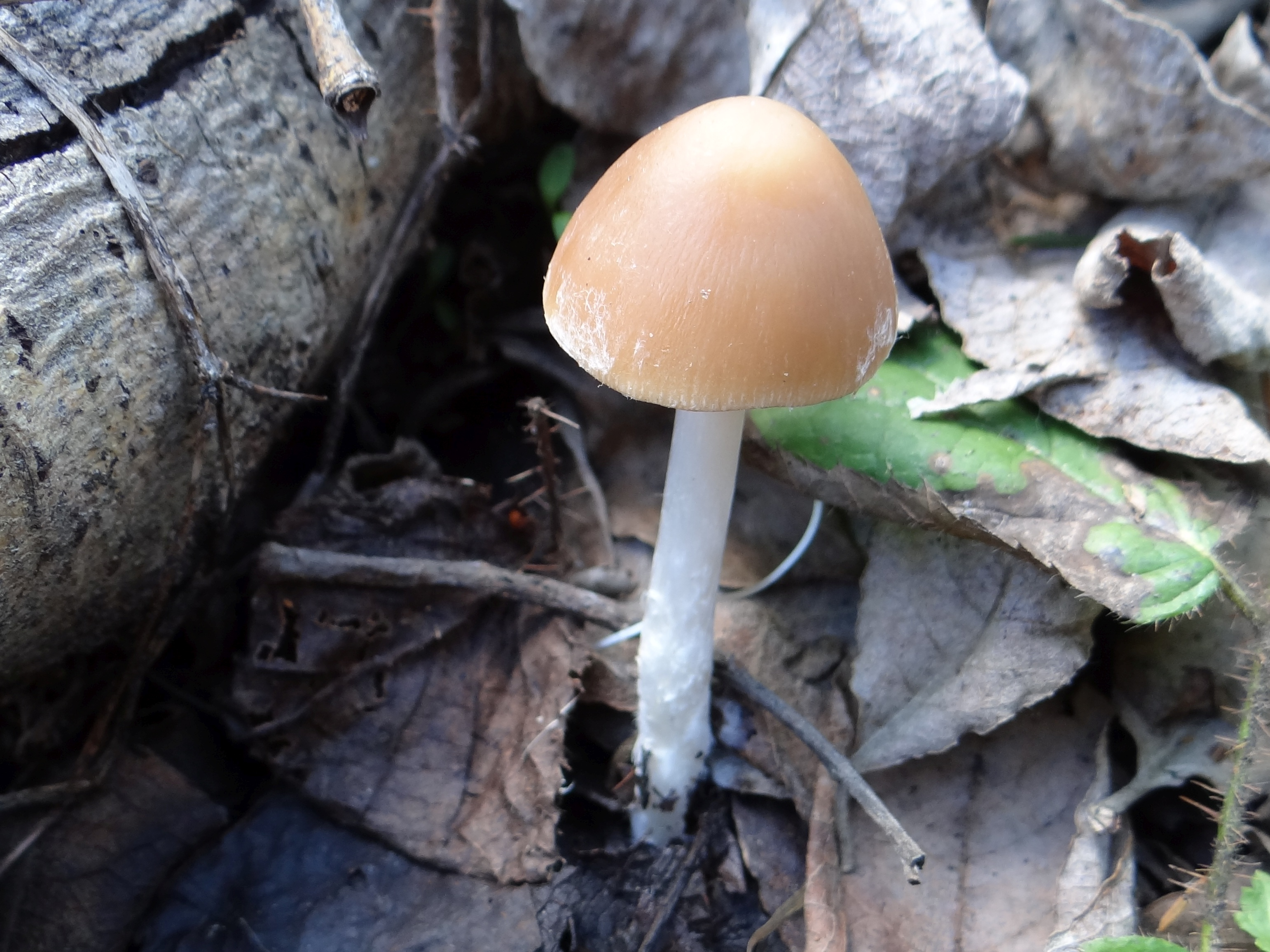
Młody owocnik

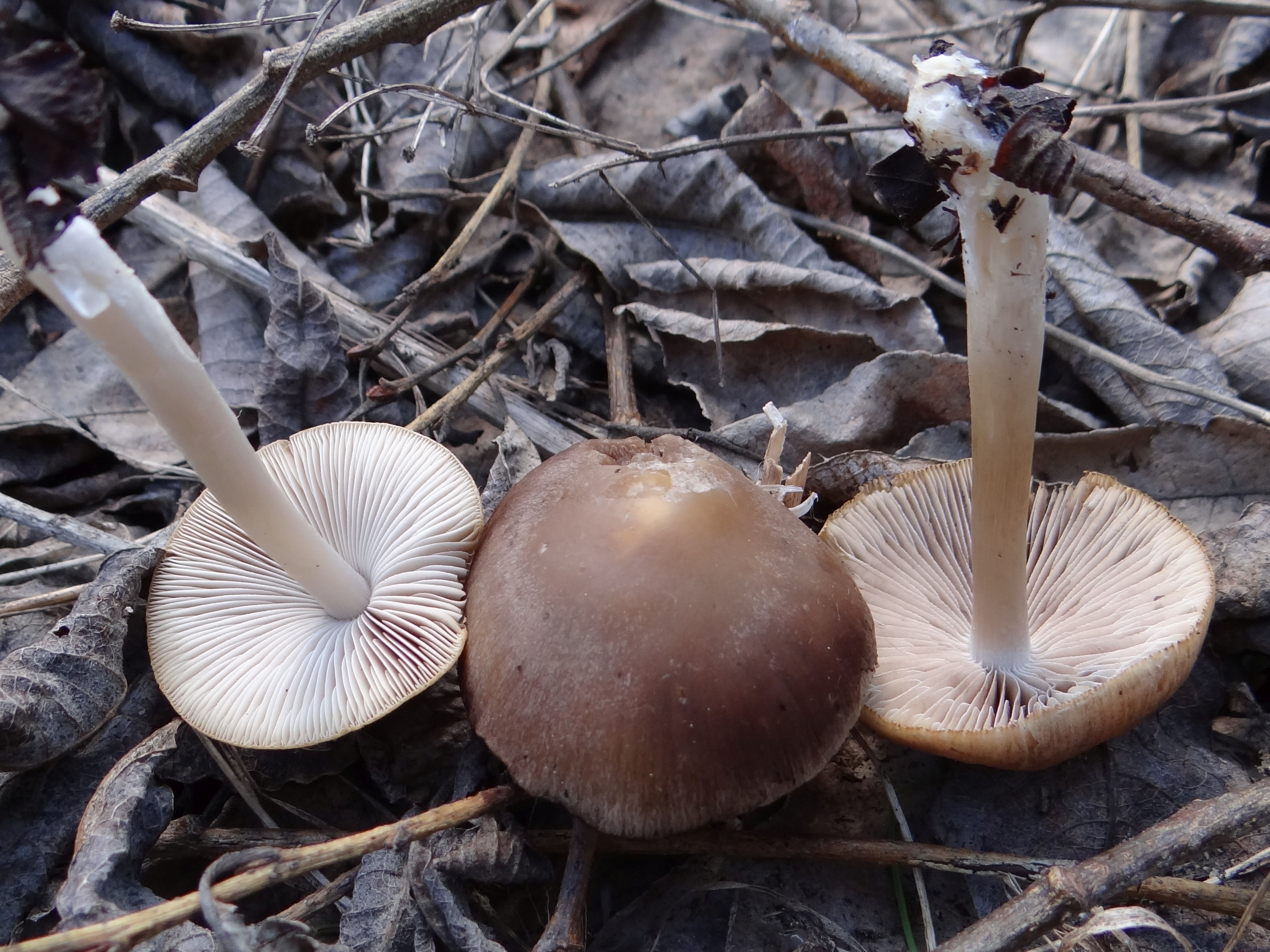

Kruchaweczka wąskoblaszkowa (Psathyrella spadiceogrisea (Schaeff.) Maire) – gatunek grzybów z rodziny kruchaweczkowatych (Psathyrellaceae).

## Systematyka i nazewnictwo
Pozycja w klasyfikacji według Index Fungorum: Psathyrella, Psathyrellaceae, Agaricales, Agaricomycetidae, Agaricomycetes, Agaricomycotina, Basidiomycota, Fungi.
Po raz pierwszy takson ten zdiagnozował w 1774 r. Jacob Christian Schäffer nadając mu nazwę Agaricus spadiceogriseus. Obecną, uznaną przez Index Fungorum nazwę nadał mu w 1937 r. René Charles Maire, przenosząc go do rodzaju Psathyrella. Ma ponad 20 synonimów łacińskich. Niektóre z nich:
```

```

- Agaricus spadiceogriseus Schaeff. 1774
- Drosophila exalbicans Romagn. 1952
- Drosophila spadiceogrisea (Schaeff.) Quél. 1886
- Drosophila vernalis (J.E. Lange) Kühner & Romagn. 1953
- Pilosace spadiceogriseus (Schaeff.) Kuntze 1898)
- Pratella spadiceogrisea (Schaeff.) Kirchn. & W. Eichler 1894
- Psathyra spadiceogrisea (Schaeff.) P. Kumm. 1871
- Psathyrella exalbicans (Romagn.) Bon 1983
- Psathyrella groegeri G. Hirsch 1984
- Psathyrella obtusata var. utriformis Kits van Wav. 1982
- Psathyrella vernalis (J.E. Lange) M.M. Moser 1967
- Psilocybe spadiceogrisea (Schaeff.) Boud. 1911

Franciszek Błoński w 1888 r. opisywał ten gatunek pod nazwą bedłka szarobrunatna lub łączak szarobrunatny (w 1889 r.), a Stanisław Domański w 1955 r. jako kruchawka brunatnoszara. Władysław Wojewoda w 2003 r. zaproponował nazwę kruchaweczka wąskoblaszkowa.

## Morfologia
Kapelusz
Średnica 2–6 cm, kształt początkowo półkolisty, dzwonkowaty, potem rozpostarty, w końcu wywinięty. Brzeg początkowo podwinięty, potem ostry i nieco pofałdowany. Powierzchnia gładka, tylko u młodych owocników pokryta białymi kłaczkami będącymi resztkami osłony. Jest higrofaniczny; w stanie wilgotnym żłobkowany od prześwitujących blaszek. Młode okazy mają barwę miodową, żółtobrązową, orzechowobrązową lub kakaowobrązową, starsze blakną i stają się szarobrązowe lub szarobeżowe.
Blaszki
Szerokie i dość gęste, przyrośnięte do trzonu. Początkowo są  jasnobeżowe, później ciemnopurpurowobrązowe.
Trzon
Wysokość 4–10 cm, grubość 4–7 mm. Jest cylindryczny, kruchy, w środku pusty, u podstawy nieco korzeniasty. Powierzchnia gładka, jedwabista, pokryta podłużnie ułożonymi włókienkami. Barwa młodych okazów biaława, u starszych, oraz po uciśnięciu żółtawoochrowa.
Miąższ
Cienki, kruchy, nasiąkający wodą. Początkowo barwy brudnobiałej, później jasnobrązowej. Bez wyraźnego zapachu i smaku.
Cechy mikroskopowe
Wysyp zarodników ciemnobrązowy z fioletowym odcieniem. Zarodniki elipsoidalne, o rozmiarach 6–10 × 3–5,5 μm, gładkie z wyraźną porą rostkową. W KOH ciemnobrązowe. Pleurocystydy workowate, cienkościenne, o rozmiarach do  50 × 15 μm. Cheilocystydy również workowate, rozrzucone w hymenium.  

## Występowanie i siedlisko
W Europie gatunek szeroko rozprzestrzeniony. Występuje także w Ameryce Północnej, Azji i Australii. Na terenie Polski podano liczne stanowiska.
Rośnie w lasach liściastych i przy drogach. Saprotrof, którego grzybnia rozwija się na zbutwiałych liściach, na próchnicy i różnego rodzaju substancjach organicznych. Owocniki pojawiają się od marca do listopada.